# Carmit Bachar
 (octobre 2023).
Si vous disposez d'ouvrages ou d'articles de référence ou si vous connaissez des sites web de qualité traitant du thème abordé ici, merci de compléter l'article en donnant les références utiles à sa vérifiabilité et en les liant à la section « Notes et références ».
Carmit Bachar, née le 4 septembre 1974 à Los Angeles, en Californie, aux (États-Unis), est une chanteuse, danseuse, mannequin, actrice et showgirl américaine.
Elle est connue pour avoir fait partie du groupe The Pussycat Dolls.

## Biographie
Carmit Maile Bachar (en hébreu :כרמית בכר) est née à Los Angeles d'un père juif et d'une mère hollando-indonésienne travaillant tous les deux dans le monde du spectacle. À sa naissance, elle était atteinte d'une fente palatine. Elle crée dans ce sens une association à but non lucratif appelée Smile With Me, venant en aide aux enfants de Los Angeles atteints d'une fente palatine, et regroupant plusieurs célébrités telles que Jessica Simpson.
Elle suit des cours à l'Académie de musique Hamilton où elle se perfectionne en danse, en chant et au piano.

## Carrière
Carmit fait des apparitions dans des films et dans des clips de The Offspring, No Doubt, Macy Gray et de Beyoncé. Mais elle est surtout la « ⁣Vida Loca girl » de Ricky Martin pour son clip, puis pour sa tournée.
En 2001, elle tourne aux côtés de Aaliyah dans son ultime clip Rock the Boat.
Depuis 2008, elle continue à prendre part au monde du spectacle, en créant notamment avec Lee Cherry un spectacle intitulé The Zodiac Show.

### Carrière avec lesPussycat Dolls
En 1995, elle entre au Viper Room, une boîte de nuit de West Hollywood (Californie). Remarquée par la chorégraphe Robin Antin, Bachar devient la première membre des Pussycat Dolls. Elle est rejointe plus tard par Ashley Roberts, Jessica Sutta, Kimberly Wyatt, Nicole Scherzinger et Melody Thornton.
Au sein de ce groupe, elle est surnommée « Foxy Doll », de fox, « renard » en anglais, à cause de la couleur de ses cheveux.
Son style musical oscille entre pop, pop rock, dance et R&B, même si elle fait un peu moins de R'n'B et de hip-hop que les autres membres des Pussycat Dolls. Bachar est principalement choriste et danseuse pour le groupe. Elle chante aussi en tant que soliste sur quelques morceaux, à l'instar de Melody Thornton.
En 2008, elle quitte les Pussycat Dolls afin de se consacrer à des projets personnels, comme son association Smile With Me. Toutefois, fin 2019, les Pussycat Dolls annoncent leur retour. Bachar fait de nouveau partie du groupe aux côtés de Nicole Scherzinger, Jessica Sutta, Ashley Roberts et Kimberly Wyatt.

### Vie privée
Elle est mariée à Kevin Whitaker. Le 18 septembre 2011, elle donne naissance à leur premier enfant, une petite fille prénommée Keala Rose.

## Chansons
- Fierce
- Carmasutra
- Overrated
- Cream
- Keep On Smiling

## Filmographie
- 2003⁣ : Charlie's Angels 2 : Les anges se déchaînent !⁣ : danseuse du Treasure Chest
- 2017⁣ : Cherry Pop[4]: mère d'Ariella